# Трот (музыка)

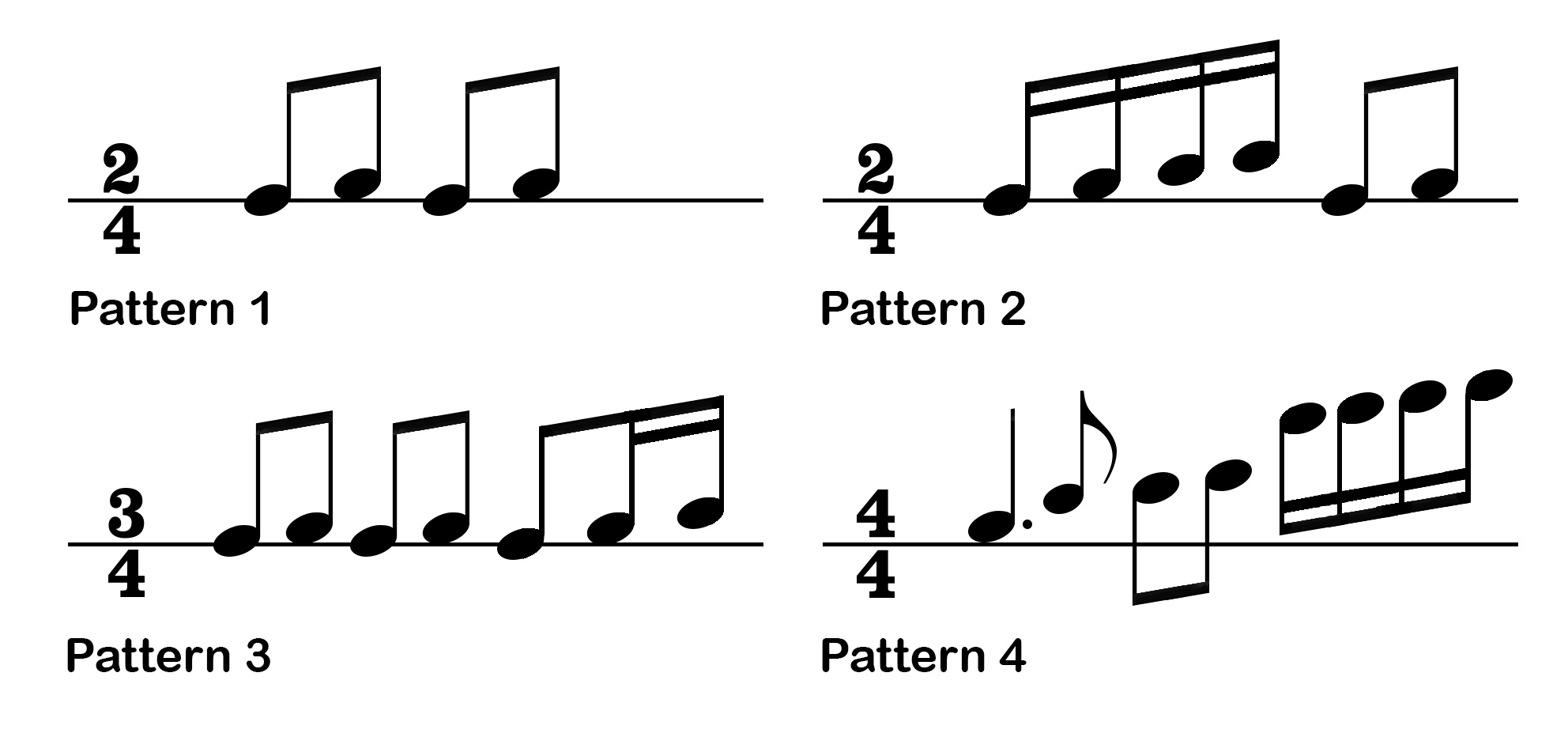
Типичные ритмы корейского трота

Трот (кор. 트로트, тхыротхы; от анг: trot; в Корее также называется ппонччак) — музыкальный жанр, считается самой старой формой корейской поп-музыки. Сформировался в начале 1900-х годов в ходе колонизации Кореи Японией. На трот оказали влияние японские, корейские и западные музыкальные элементы. В Корее для жанра приняты несколько различных названий, таких как юхэнга, ппонччак и тыроты. Популярность трота снизилась в период 1980—1990-х годов, в настоящее время жанр переживает возрождение.

## Появление и развитие жанра
Трот возник в период колониальной власти Японии над Кореей с 1910 по 1945 год. Первые образцы этого жанра представляли собой переводы популярных западных и японских песен, они носили название yuhaeng ch’angga. Позже, начиная с 1930-х годов, песни в жанре трот стали сочинять корейские авторы и композиторы. Сначала их произведения назывались yuhaengga, однако вскоре стали носить новое имя — taejung kayo, означающее «массовые популярные песни». Символом развития трота в этот период стала песня композитора Kim Yong-hwan под названием «Nakhwa Yusu» (рус: падающие цветы и текущая река).
После окончания Второй мировой войны и власти Японии над Кореей, трот стал ориентироваться на западную музыку. Это объясняется, в частности, двумя причинами. Во-первых, целью правительства Южной Кореи стала ликвидация идеологических ценностей коммунизма. Во-вторых, во время пребывания американских солдат в Корее, корейские музыканты обратили внимание на популярность американских музыкальных жанров. Таким образом, к концу 1960-х известность получило новое поколение корейских исполнителей, в частности женское трио The Kim Sisters, а также Lee Mi-ja, Patti Kim, Tae Jin Ah, Na-Hoon-A и другие.

## Падение популярности и возрождение
Начиная с 1980-х годов трот постепенно начал терять свою популярность и вытесняться из радиостанций танцевальной музыкой. Положительную роль в судьбе жанра сыграло изобретение аудиокассеты. Трот начал активно распространяться на этом носителе информации и стал независим от радио. В начале 1990-х появились и обрели популярность такие исполнители как Chu Hyun-Mi и Epaksa. Они изобрели особое слияние жанров — техно-трот, которое в настоящее время является самым известным видом трота.
Стоит отметить также дискуссию об истоках трота, возникшую в Южной Корее в 1984 году. Толчком для неё стала статья, опубликованная в East Asian Music в ноябре 1984 года. Автор статьи подверг сомнению корейские корни трота, ссылаясь на то, что жанр возник под японским влиянием. Тем не менее, конкретных доказательств не смогли привести как сторонники идеи японского происхождения жанра, так и сторонники идеи корейского происхождения. Этот спор до сих пор существует.